# Вершинінці (Слободський район)
Верши́нінці (рос. Вершининцы) — присілок у складі Слободського району Кіровської області, Росія. Входить до складу Ленінського сільського поселення.
Населення становить 4 особи (2010).